# 48492 Utewielen
48492 Utewielen è un asteroide della fascia principale. Scoperto nel 1992, presenta un'orbita caratterizzata da un semiasse maggiore pari a 2,9351831 UA e da un'eccentricità di 0,0308767, inclinata di 1,69793° rispetto all'eclittica.